# 招金集團
山東招金集團有限公司，簡稱山東招金集團，以及招金集團（英語：Shandong Zhaojin Group Company Limited），在1974年由當時山東省招遠市政府設立，前身為「招遠縣黄金礦山局」。
現時業務在中國內地經營黄金矿业、非金矿业、黄金交易及深加工业、高新技术产业，以及房地产业，董事長及總裁為路東尚。
而在2004年成立一家核心金礦業務，名為招金礦業股份有限公司（1818.HK），安排在2006年12月8日於香港交易所主板上市。
總部位於中國山東省招遠市盛泰路108號。

## 連結
- Gold-Zhaoyuan.cn （页面存档备份，存于）